# Bothynoderes
Bothynoderes — род долгоносиков из подсемейства Lixinae.

## Описание
Верхняя часть тела в волосках или глубоко рассечённых чешуйках. Второй сегмент жгутика усиков значительно длиннее первого. Переднеспинка не уже или же чуть уже надкрылий. Надкрылья всегда более или менее параллельносторонние и по направлению назад не расширенные. Головотрубка прямая, более или менее параллельносторонняя или слабо суженная к вершине.

## Виды
Некоторые виды:
- Bothynoderes affinis (Schrank, 1781)
- Bothynoderes declivis (Olivier, 1807)
- Bothynoderes punctiventris (Germar, 1824)